# La ragazza del vagone letto
La ragazza del vagone letto, conocida como "La chica en la cama" (español), es una película italiana del año 1979 dirigida por Ferdinando Baldi y protagonizada por Silvia Dionisio, Vanentino Vanentini y Werner Pochath. Il Mereghetti (El Meregheti), un crítico de cine y televisión, nombró esta película como una producción de violación y venganza.

## Sinopsis
Una docena de pasajeros se encuentran en un tren, para realizar un viaje largo a otra ciudad. Mientras todo se manejaba correctamente y ningún problema que pueda suceder en la situación. En el tren se encontraban un par de parejas, un policía, una prostituta, tres delincuentes y varias chicas. Uno de los delincuentes roba el arma del policía y toma el control del tren, realizando violaciones a varias muchachas e incluso cometen asesinatos. La situación se altera, hasta una parada inesperada que realiza el tren, esto será un gran problema y una venganza que cometerá el próximo pasajero.

## Reparto
- Silvia Dionisio - Giulia
- Werner Pochath - Elio
- Venantino Venantini - Mike
- Zora Kerova - Ana
- Andrea Scotti - Wilis
- Carlo De Mejo - David
- Gianluigi Chirizzi - Peter
- Gino Milli - conductor
- Fiammetta Flamini - Evelyn
- Roberto Caporali - Padre de Evelyn
- Gianfranca Dionisi - Madre de Evelyn
- Rita Livesi - Mary

## Ficha Técnica
- País: Italia
- Dirección: Ferdinando Baldi
- Producción: Armando Todaro
- Peinados: Luciano Vito
- Sonido: Franco Borni
- Asistente de operador:
- Montaje: Alessandro Lucidi
- Imagen: Giuseppe Aquari
- Música: Marcello Giombini